# Louis de Wohl
Louis de Wohl (* 24. Januar 1903 in Berlin; † 2. Juni 1961 in Luzern; auch Ludwig von Wohl, eigentlich Lajos Theodor Gaspar Adolf Wohl) war ein deutscher Schriftsteller, Drehbuchautor und Astrologe.

## Leben
Er verfasste als Ludwig von Wohl Berliner Romane, Kriminalromane und Zeitungsartikel. Seit 1929 wurden einige seiner Romane verfilmt, daneben schrieb er auch Drehbücher, etwa für den Komödien-Klassiker Die englische Heirat (1934). Da er neben ungarischen auch jüdische Ahnen hatte, emigrierte er 1935 nach London. Seitdem publizierte er unter dem Namen Louis de Wohl. Bereits 1937 veröffentlichte er seine Autobiografie I Follow My Stars, die ihn schließlich als Astrologen für die Psychologische Kriegführung empfahl.
De Wohl stand auf der Gehaltsliste des Special Operations Executive (SOE), einer Spezialeinheit des britischen Nachrichtendienstes im Zweiten Weltkrieg. Ab September 1940 leitete er das „Büro für psychologische Forschung“ in London, in dem astrologische Prognosen und Nostradamus-Deutungen gegen Nazi-Deutschland hergestellt wurden. Damit konterte der britische Geheimdienst den Einsatz von Astrologen auf deutscher Seite, deren bedeutendster der Schweizer Staatsbürger Karl Ernst Krafft war. 1941 übersiedelte de Wohl in die USA.
Nach dem Krieg ging er in die Schweiz. De Wohl verlegte sich auf das Schreiben historischer Romane, die großteils das Leben eines Heiligen zum Gegenstand haben, aber auch ausführlich auf die politischen Hintergründe jener Zeit eingehen. Dabei tritt in der Regel eine fiktive Gestalt, meist ein Soldat auf irgendeine Weise in Kontakt mit dem Heiligen, aber auch mit den politisch Mächtigen seiner Zeit. Es war das erklärte Ziel de Wohls, keine „frömmelnden“ Heiligenromane zu schreiben, sondern seine Bücher spannend zu gestalten und damit auch ein größeres Publikum zu erreichen. Nach seinen eigenen Angaben soll ihn Papst Pius XII. 1948 bei einer Privataudienz persönlich dazu ermutigt haben. Die Romane zeichnen sich durch Nähe zu den historischen Fakten, allerdings auch durch strikt katholische Sichtweise aus (so etwa bei der Darstellung von Papst Innozenz III. oder Papst Pius V.).
1953 heiratete er in zweiter Ehe Ruth Magdalene Lorch; beide waren Ritter bzw. Dame vom Orden vom Heiligen Grab.

## Werke (Auswahl in deutscher Sprache)
- Julian der Abtrünnige. Roman (über Kaiser Julian und den Hl. Athanasius). Walter, Olten 1947
- Der Baum des Lebens. Roman (um Kaiser Konstantin I. und die Hl. Helena). Walter, Olten 1947
- Ich bin Doktor Zodiac. (Kriminalroman). Walter, Olten 1949
- Attila. Der Sturm aus dem Osten. Historischer Roman (über König Attila und den Hl. Leo). Bertelsmann, Gütersloh 1949
- Licht über Aquino. Roman (über Kaiser Friedrich II. und den Hl. Thomas von Aquin). Walter, Olten 1950
- Sterne. Krieg und Frieden. Astrologische Erfahrungen und Praktische Anleitung. Walter, Olten 1951
- Das ruhelose Herz. Roman (über den Hl. Augustinus). Walter, Olten 1952
- Die Erde liegt hinter uns. Roman. Walter, Olten 1954
- Der unsichtbare Reporter. Roman. Walter, Olten 1955
- Feuer über den Meeren. Roman (über den hl. Franziskus Xavier). Walter, Olten 1955
- Longinus der Zeuge. Roman (über den römischen Soldaten Longinus). Walter, Olten 1955
- Der Sieger von Lepanto. Roman (über Don Juan de Austria). Walter, Olten 1956
- Der Bote des Königs. Roman (über Kaiser Nero und den Hl. Paulus). Walter, Olten 1957
- Der fröhliche Bettler. Roman (um Kaiser Friedrich II. und Franz von Assisi). Walter, Olten 1958 (1961 von Michael Curtiz verfilmt)
- Johanna reitet voran.  Roman (über Jeanne d’Arc).  Walter, Olten 1958
- Die Zitadelle Gottes. Roman (über den Hl. Benedikt von Nursia). Walter, Olten 1959
- Adam, Eva und der Affe. Glaube und Zeitgeist im Widerstreit. Walter, Olten 1960
- Das goldene Netz. Roman (über den Hl. Ignatius von Loyola). Schweizer Volks-Buchgemeinde (SVB 236), Luzern 1960
- Ein Mädchen aus Siena. Roman (über die heilige Katharina von Siena).  Walter, Olten 1960
- König David. Roman (über den israelitischen König David). Walter, Olten 1961

## Drehbücher
| - 1926: Das süße Mädel - 1927: Die Achtzehnjährigen - 1927: Gauner im Frack - 1930: Die letzte Kompagnie - 1930: Rosenmontag - 1932: Abenteuer im Engadin | - 1933: Unsichtbare Gegner - 1934: Die englische Heirat - 1934: Lockvogel - 1935: Punks kommt aus Amerika - 1937: Make-Up - 1955: Dein Horoskop – Dein Schicksal? (Dokumentarfilm) |

## Nachweise
1. ↑  Louis de Wohl (1903–1961). In: CatholicAuthors.com. Abgerufen am 7. August 2016 (englisch).
2. ↑  Erste Ehe mit Alex(andra), geb. Betzold (1894–1967), lebte während des Krieges und danach in Chile

| Personendaten    | Personendaten                                                        |
| ---------------- | -------------------------------------------------------------------- |
| NAME             | Wohl, Louis de                                                       |
| ALTERNATIVNAMEN  | Wohl, Ludwig von; Wohl, Lajos Theodor Gaspar Adolf (wirklicher Name) |
| KURZBESCHREIBUNG | deutscher Schriftsteller, Drehbuchautor und Astrologe                |
| GEBURTSDATUM     | 24. Januar 1903                                                      |
| GEBURTSORT       | Berlin                                                               |
| STERBEDATUM      | 2. Juni 1961                                                         |
| STERBEORT        | Luzern                                                               |